# Scirtes peniculus
Scirtes peniculus es una especie de coleóptero de la familia Scirtidae.

## Distribución geográfica
Habita en el Territorio del Norte (Australia).